# Puré de patates

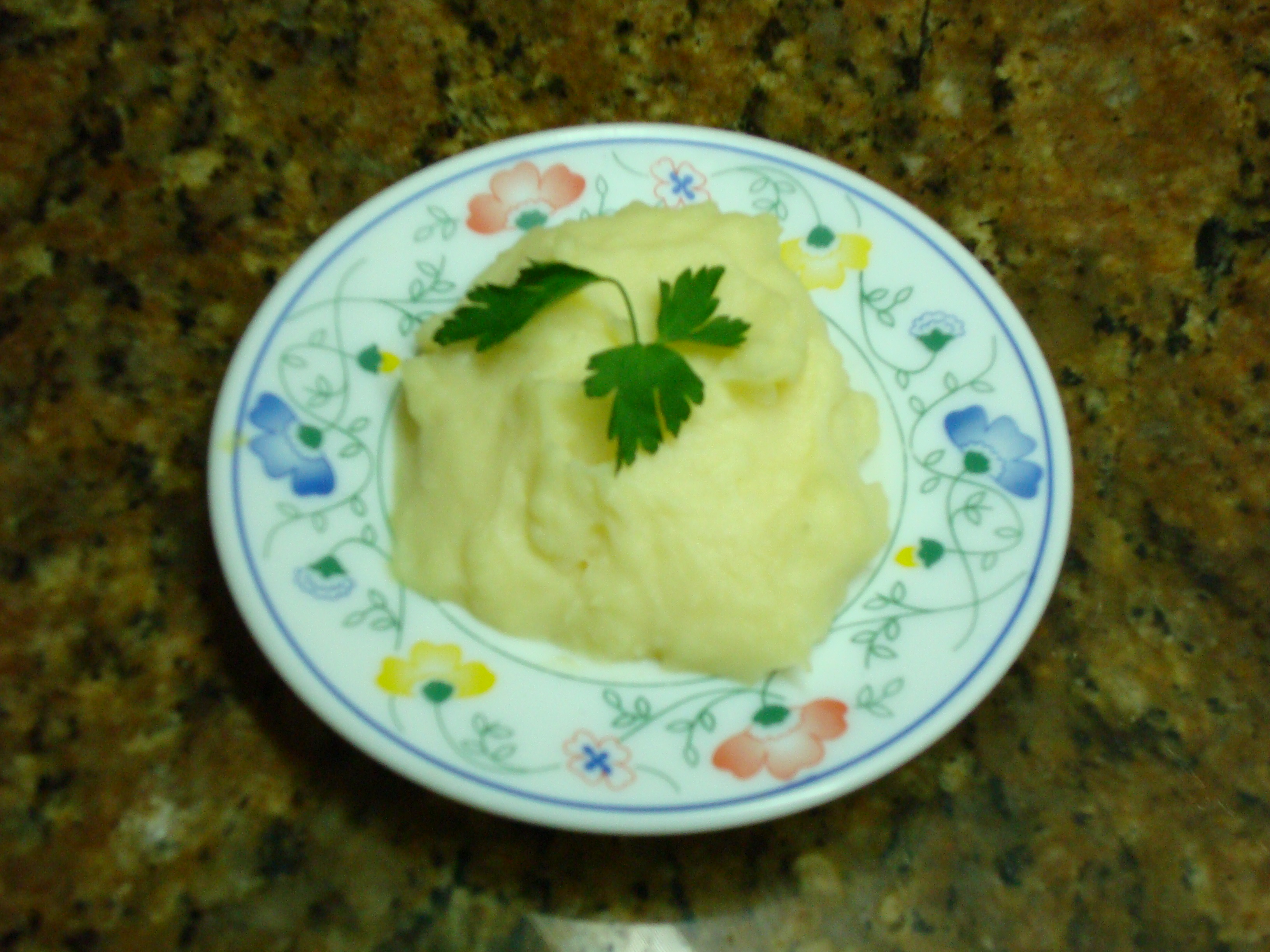
Plat amb puré de patates i guarnit amb una fulla de julivert.

El puré de patates, puré de creïlles, puré de pataques, puré de trumfes o puré de papes és un plat fet amb patates bullides reduïdes a puré. Aquest plat és un aliment ric en hidrats de carboni. Es pot preparar amb diferents consistències, des d'una massa espessa fins a una sopa.

## Preparació
Hi ha una manera de fer puré de patates que comença amb l'ebullició de la patata amb pell.
Posteriorment, aquesta es pela, es tritura per un passapuré i es cou amb llet, mantega i sal fins a obtenir una massa pastosa homogènia.
El passapuré és un estri de cuina per a fer puré manualment. Té un mànec fix i s'acciona amb una manovella. Aquest objecte és desmuntable perquè sigui fàcil de rentar.
També es pot preparar amb puré instantani, elaborat amb patata deshidratada. Aquest tipus de puré ve en forma de flocs i només cal afegir-hi aigua calenta i/o llet.

## Variants
- El puré es pot preparar amb brou de verdura bullida, en lloc de llet, i amb oli d'oliva, en lloc de mantega.
- Es pot fer molt líquid de forma que queda com una sopa. Aquesta variant normalment inclou porro i a l'hora de servir a la taula s'acompanya de crostons de pa fregit.
- Es pot menjar fred o calent, segons el gust de cadascú.
- Hi ha qui hi afegeix una mica de nou moscada per perfumar.
- El puré de patates es pot vessar en una llauna, cobrir amb formatge i trossets de mantega i ficar al forn per fer puré de patates gratinat.

## Plats a base de puré de patates
El puré de patates és l'ingredient principal d'alguns plats, com l'aligot occità, el Champ irlandés, el pastís de puré de patata i carn picada, el plat escocès anomenat Mince and tatties, el rotllo de puré de patata farcit d'ensalada russa i del puré de patates amb cansalada, un dels plats típics de la cuina catalana.